# Piffliella eduardi
Piffliella eduardi är en kvalsterart som beskrevs av Hammer 1979. Piffliella eduardi ingår i släktet Piffliella och familjen Symbioribatidae. Inga underarter finns listade i Catalogue of Life.